# Arthur Adalbert Chase
Arthur Adalbert Chase (Blackheath, Londres, 1873 - ?) va ser un ciclista anglès, que va córrer de 1896 a 1899. Va guanyar dues medalles, una d'elles d'or, als Campionats del món de mig fons.

## Palmarès
- 1896
  -  Campió del món de mig fons
- 1899
  - Campió d'Europa de Mig fons